# 派力奥门

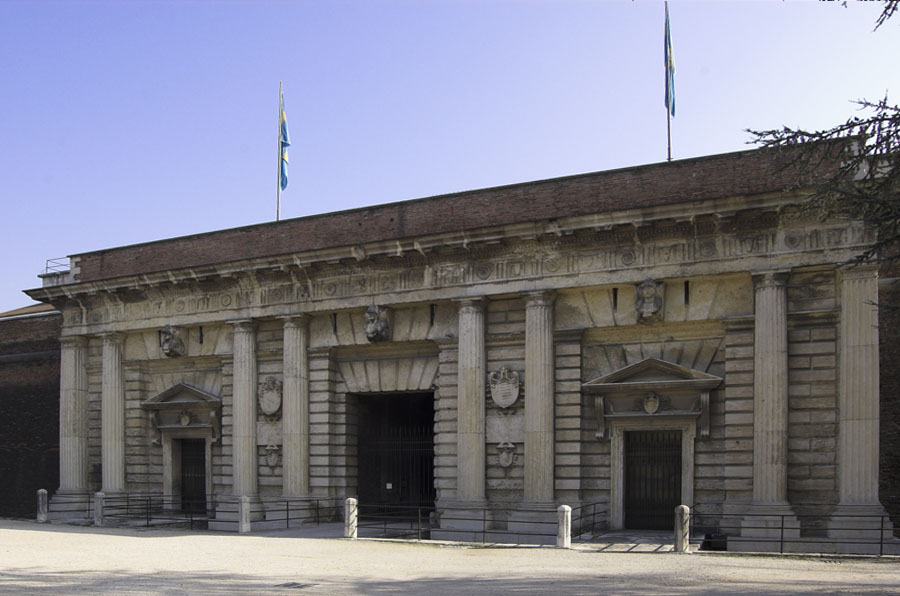
派力奥门

派力奥门(Porta Palio)是意大利维罗纳昔日中世纪城墙上的一个门。它是由建筑师Michele Sanmicheli设计和建造在1550年至1561年。
强劲有力的多立克柱赋予该建筑以优雅和力量的特征。此处原有一个中世纪城门，名为派力奥门，因为它被使用于比赛期间。